# دنیا دمشقی
دنیا بنت حسن دمشقی یا دنیا دمشقیّه (۱۲۷۹–۱۳۵۸م)  بانوی محدث شامی بود.